# Filzmoos (Salzburg)
Filzmoos ist eine Gemeinde mit 1507 Einwohnern (Stand 1. Jänner 2024) im Salzburger Land im Bezirk St. Johann im Pongau in Österreich. Die Gemeinde hat Anteile am UNESCO-Welterbe Hallstatt–Dachstein/Salzkammergut.

## Geografie
Die Gemeinde liegt im nordöstlichen Pongau, am Fuß des Dachsteingebirges an der Landesgrenze zu Oberösterreich und der Steiermark. Der höchste Punkt des Gemeindegebietes befindet sich am Gipfel des Torsteins (2948 m ü. A.), der auch das Dreiländereck der drei Bundesländer bildet.
Das Gemeindegebiet umfasst das obere Tal der Mandling und das Oberfritztal. Die Mandling fließt der Enns zu, der Fritzbach mündet in die Salzach, zwischen den beiden liegt die Talwasserscheide Übermoos.
Der Norden von Filzmoos, mit dem Gosaukamm und der markanten Bischofsmütze (2458 m) gehört teilweise zur Pufferzone des UNESCO-Welterbes Hallstatt–Dachstein/Salzkammergut. Der südliche und westliche Teil der Gemeinde am Rossbrand (1770 m) und Gerzkopf (1728 m) zählt zu den Fritztaler Bergen der Salzburger Schieferalpen.

### Gemeindegliederung
Das Gemeindegebiet umfasst folgende zwei Ortschaften und Katastralgemeinden (in Klammern Einwohnerzahl Stand 1. Jänner 2024):
- Filzmoos (Hauptort) – im Osten an der Mandling (767)
- Neuberg – im Westen in der Fritz (740)

Einziger Zählsprengel ist Filzmoos.
Die Gemeinde gehörte bis 2004 zum Gerichtsbezirk Radstadt und ist seit dem 1. Jänner 2005 Teil des Gerichtsbezirks Sankt Johann im Pongau.

### Nachbargemeinden
| Annaberg-Lungötz (Bez. Hallein/Tennengau) |                                             | Gosau (Bez. Gmunden, OÖ)                |
| Eben im Pongau                            | Kompassrose, die auf Nachbargemeinden zeigt | Ramsau am Dachstein (Bez. Liezen, Stmk) |
|                                           | Radstadt                                    |                                         |

## Geschichte
Erste Siedler waren vermutlich die Taurisker. Um Christi Geburt kamen dann die Römer in die Gegend. Gegen Ende des 6. Jahrhunderts drangen Slawen ins Ennstal vor, denen später, aus dem Lammertal kommend, Bajuwaren folgten.
Filzmoos wurde 1333 unter dem Namen In dem Viltmoos erstmals urkundlich erwähnt. Der Name – sowohl Filz wie Moos – stammt vom einst sehr moosigen und sumpfigen Talboden des Hochtales am Fuße des Dachsteinmassivs, als nur Hirten das Tal bevölkerten.
In vergangenen Zeiten wurde in Filzmoos auch Bergbau betrieben. An mehreren Stellen, vor allem am Rötelstein sowie am Mandlingzug (Rossbrand) und Arzberg wurden Silber, Kupfer und Eisen gewonnen, aber auch Arsen, Blei und Zink. Die Namen der Berge selbst, aber auch Haus- und Geländenamen erinnern daran.
Filzmoos hat – wie die meisten Bergbaugegenden des Landes – schwer unter der Salzburger Protestantenvertreibung in den Jahren 1731/32 gelitten. Der Verlust von mehr als der Hälfte der Einwohner musste verkraftet werden.
Ehemals ein Alm- und Bergbaugebiet, ist der Ort heute zunehmend durch den Fremdenverkehr geprägt.

## Politik

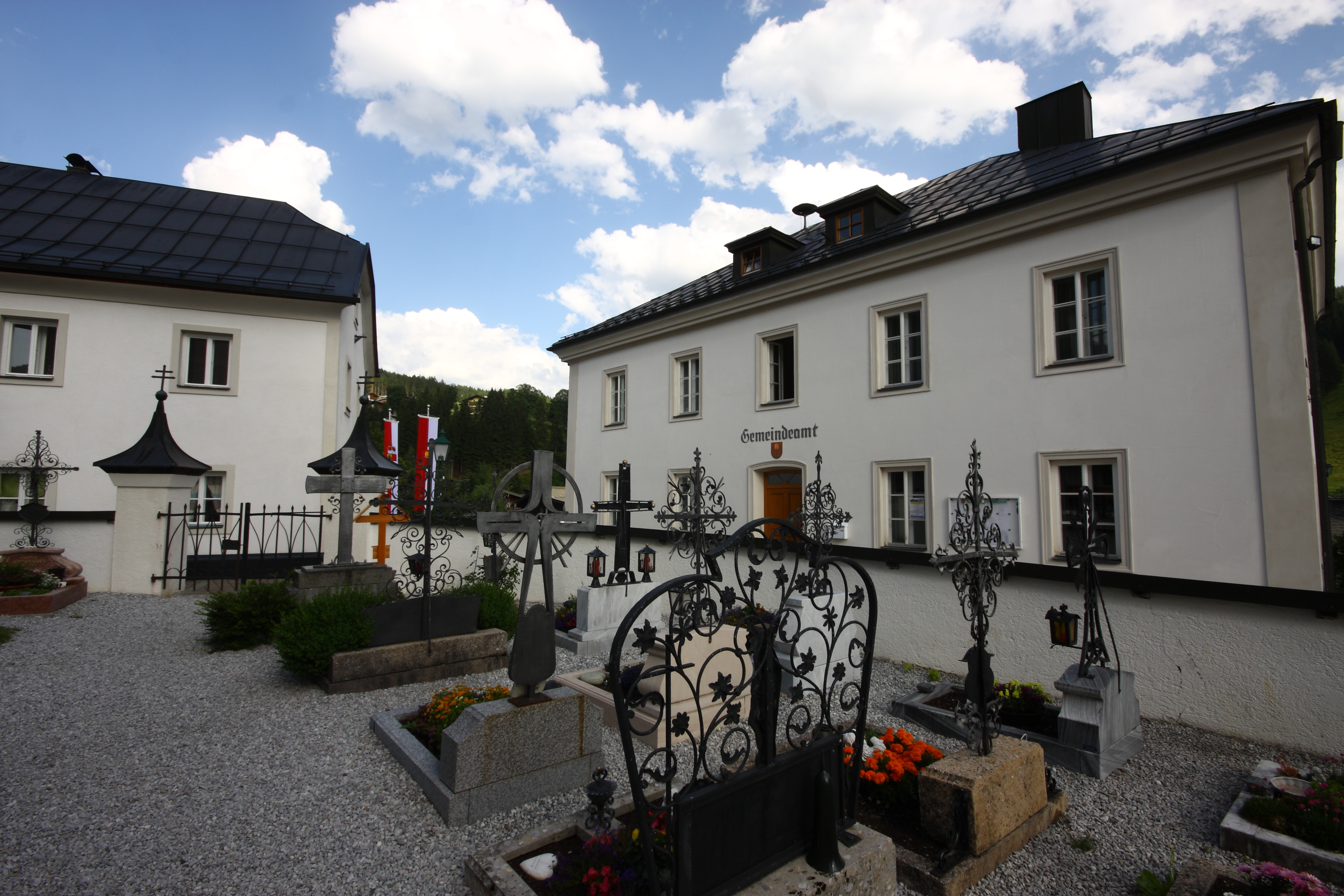
Gemeindeamt

### Gemeinderat
| Gemeinderatswahl 2024Wahlbeteiligung: 82,3 % 6050403020100 54,2 % (−0,3 %p)30,6 % (+3,0 %p)15,2 % (−2,7 %p) ÖVPSPÖFPÖ20192024 |

Die Gemeindevertretung hat seit 2019 insgesamt 17 Mitglieder.
- Mit den Gemeindevertretungs- und Bürgermeisterwahlen in Salzburg 2004 hatte die Gemeindevertretung folgende Verteilung: 9 ÖVP, 3 SPÖ, und 1 FPÖ.
- Mit den Gemeindevertretungs- und Bürgermeisterwahlen in Salzburg 2009 hatte die Gemeindevertretung folgende Verteilung: 9 ÖVP, 3 SPÖ, und 1 FPÖ.
- Mit den Gemeindevertretungs- und Bürgermeisterwahlen in Salzburg 2014 hatte die Gemeindevertretung folgende Verteilung: 9 ÖVP, 2 SPÖ, und 2 FPÖ.
- Mit den Gemeindevertretungs- und Bürgermeisterwahlen in Salzburg 2019 hatte die Gemeindevertretung folgende Verteilung: 8 ÖVP, 5 SPÖ, und 3 FPÖ. Ein Mandat der ÖVP wechselte im Lauf der Legislaturperiode zu einem Freien Mandat.[3]
- Mit den Gemeindevertretungs- und Bürgermeisterwahlen in Salzburg 2024 hat die Gemeindevertretung folgende Verteilung: 10 ÖVP, 5 SPÖ und 2 FPÖ.[4]

### Bürgermeister
- 1991–2019 Johann Sulzberger (ÖVP)[5]
- 2019–2024 Christian Mooslechner (SPÖ)[6]
- seit 2024 Josef Hofer (ÖVP)

### Wappen
Das Gemeindewappen wurde der Gemeinde 1962 verliehen und wird wie folgt beschrieben:
„In Rot aus grünem Boden wachsend drei natürliche Mooskolben auf nassem Grund, überhöht von einem goldenen Glöcklein mit vier silbernen Klöppeln.“
Es symbolisiert den nassen Boden um Filzmoos und die Legende vom Filzmooser Kindl.

## Kultur und Sehenswürdigkeiten

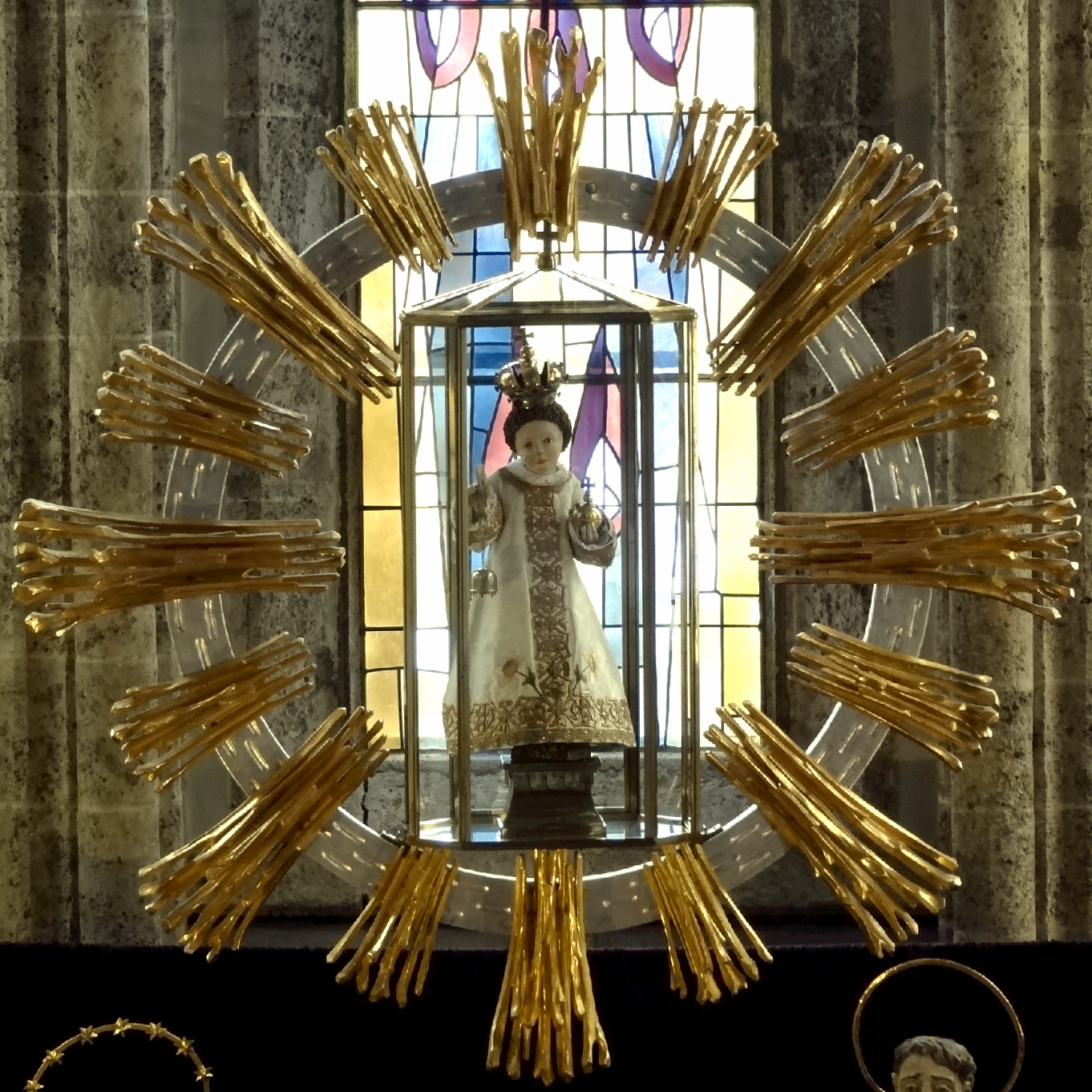
Filzmooser Kindl in der Wallfahrtskirche Filzmoos

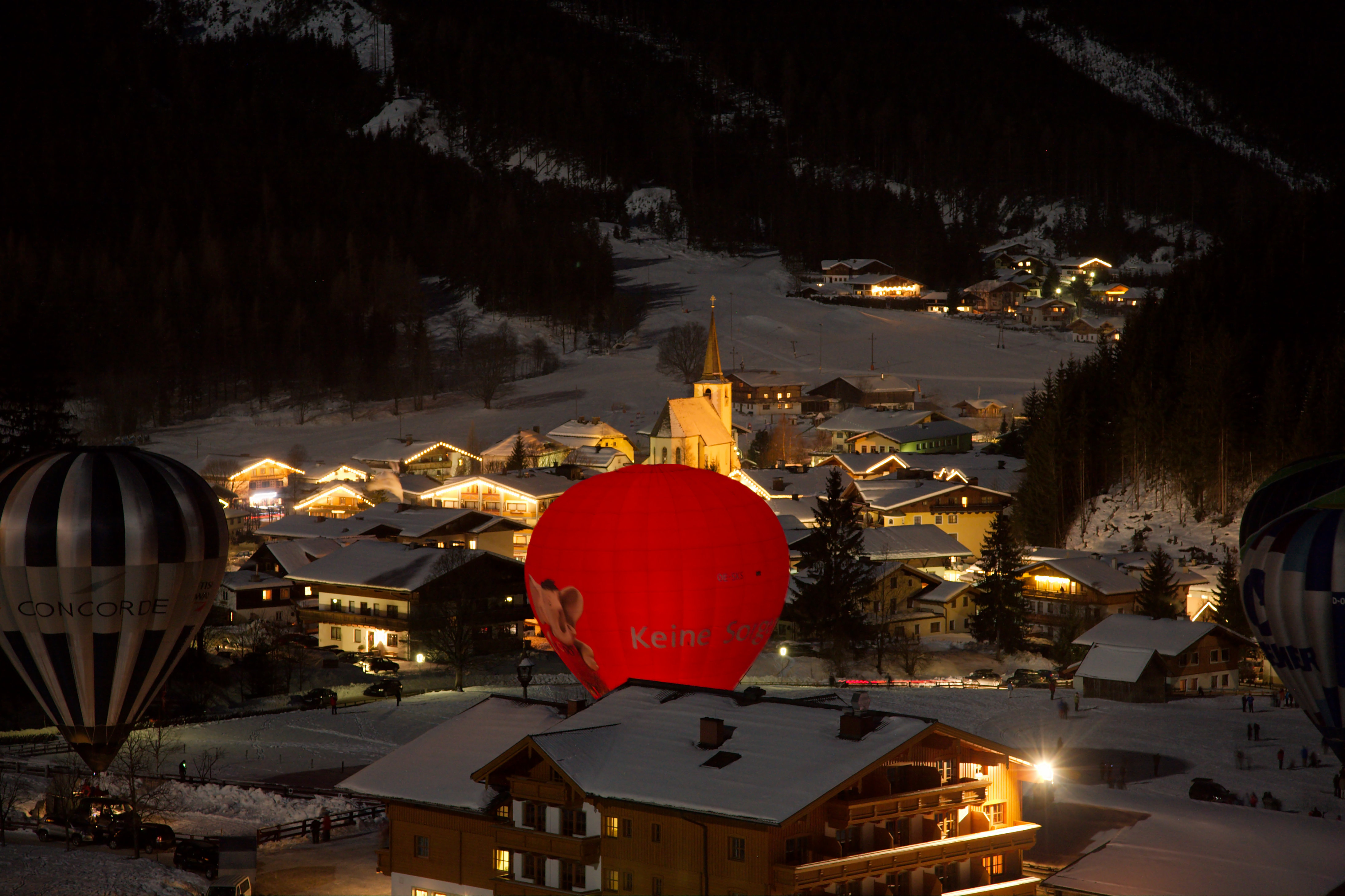
Internationale Heißluftballonwoche

### Bauwerke
- Pfarr- und Wallfahrtskirche Filzmoos: spätgotisch, 15. Jahrhundert, hier wird das „Filzmooser Kindl“ verehrt.[8]
  - Legende vom Filzmooser Kindl: Zwei Hirten, die in der Gegend lagerten, fanden, wo heute die 1820 erbaute Ursprungskapelle steht, ein geschnitztes Jesukindl, auf einem Baumstumpf stehend. Es hob die Schwurfinger und läutete mit einem Glöcklein. Dieses Jesukindl wurde von den Hirten in die Dekanatskirche nach Altenmarkt gebracht, es ist jedoch über Nacht wieder zu seinem Standplatz in Filzmoos zurückgekehrt. Seither thront es in einem Strahlenkranz über dem Altar in der Pfarrkirche Filzmoos und es werden ihm Krankenheilungen und Errettung aus Nöten zugeschrieben.
- Oberhof: Der Bauernhof wurde 1285 erstmals urkundlich erwähnt. 1333 war der Freisasse „Alblinno an dem Hofe“ als Bauer tätig (die Freisassen waren keine freien Leute, sondern Eigenleute des Erzbischofs, die als Bauern auf den Gütern saßen, die nicht dem Erzbischof gehörten, sondern seinen Vasallen, wie die Goldegger oder Frundsberger). Um 1604 gehörte der Hof dem adeligen Rittergeschlecht der Antretter und die Familie Hofer waren deren Leibeigene und konnten sich dann freikaufen und der Hof ist daher seit 1648 in Familienbesitz der Familie Hofer-Hofer-Salchegger. 1936 wurde von der Salzburger Landesregierung das Erbhofrecht verliehen.
- Hofmuseum: befindet sich im Oberhof, einem der ältesten Gebäude in Filzmoos, welches vom Eigentümer und Bauern Christian Salchegger mit seiner Frau Johanna gepflegt wird. Am Oberhof befindet sich eine Gedenktafel der deutschen Dichterin Agnes Miegel, deren mütterlichen Vorfahren vom Oberhof abstammen (Emigration der Salzburger Protestanten 1732).
  - Oberhofalm: zum Oberhof gehört auch die Oberhofalm in Filzmoos, ein bekanntes Ausflugsziel im Hofalmgebiet am Fuße der Bischofsmütze, des Gosausteins und Torsteins (Dachsteingebirge). Der Oberhof ist ein noch voll intakter landwirtschaftlicher Betrieb.
  - Unterhofalm: auch die Unterhofalm in Filzmoos, ist ein bekanntes Ausflugsziel im Hofalmgebiet am Fuße der Bischofsmütze, des Gosausteins und Torsteins (Dachsteingebirge).

### Regelmäßige Veranstaltungen
- Internationale Heißluftballonwoche in Filzmoos: findet seit 1979 jährlich Anfang Jänner mit internationalen Ballonfahrerteams statt.
- Hubertusfest: alle zwei Jahre findet in Filzmoos bei der Hubertuskapelle das Hubertusfest durch die Filzmooser-Jägerschaft statt.
- Weihnachtsidylle in der Hofalm

### Sport

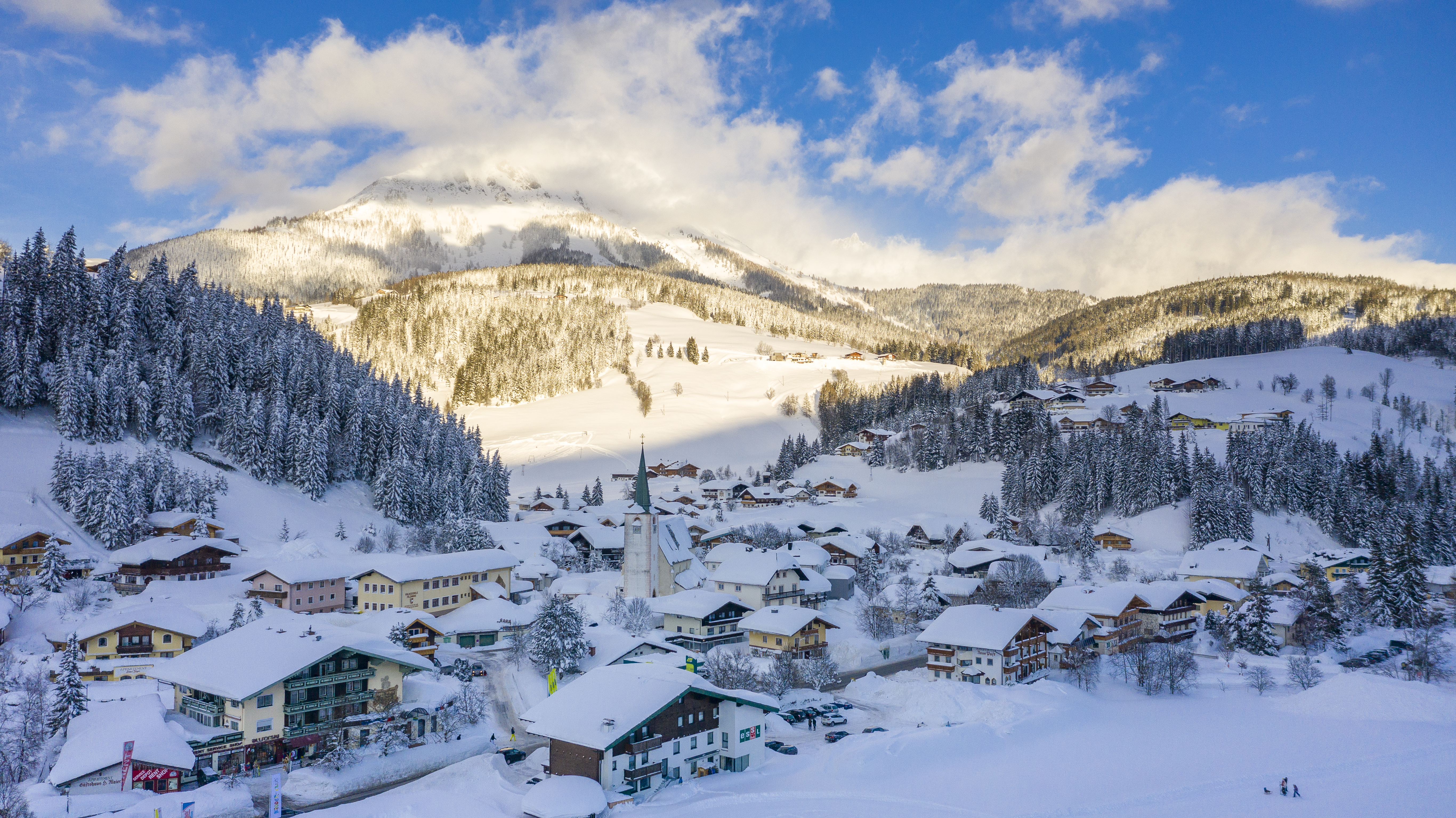
Filzmoos im Winter

- Das Schigebiet Filzmoos[9][10] gehört zur Salzburger Sportwelt im Ski amadé, und hat zwei Skiberge, die zusammen zwanzig Kilometer Piste haben, mit einer Gondelbahn, zwei Sesselliften und fünf Schleppliften: nach Süden auf den Rossbrand, bis auf 1600 m, wo auch eine Höhenloipe liegt, nach Norden auf den Großberg (1380 m).
- Mit dem USK Raika Filzmoos hat die Gemeinde eine Fußballmannschaft, welche in der 2. Klasse Süd spielt. Der Verein wurde bisher zweimal Meister. 1993/94 und 2001/02

## Wirtschaft und Infrastruktur
Filzmoos ist heute primär Fremdenverkehrsort.

### Wirtschaftssektoren
Von den 430 Arbeitsplätzen des Jahres 2011 entfielen zehn Prozent auf die Landwirtschaft, sechzehn Prozent auf den Produktionssektor und fast drei Viertel auf den Dienstleistungssektor. In diesem war der Bereich Beherbergung und Gastronomie mit fünfzig Prozent der größte Arbeitgeber.

### Bildung
- Kindergarten
- Volksschule

### Verkehr
Die Gemeinde ist über eine Autobuslinie an den öffentlichen Nahverkehr angebunden, die Filzmoos mit Eben, Altenmarkt und Radstadt verbindet. Im westlichen Nachbarort Eben befinden sich an der Tauern Autobahn der nächste Autobahnanschluss und an der Ennstalbahn der nächste Bahnhof. Ferner besteht eine Straßenverbindung nach Ramsau am Dachstein.

## Persönlichkeiten

### Söhne und Töchter der Gemeinde
- Barbara Passrugger (1910–2001), geb. Hofer, Schriftstellerin
- Brigitte Totschnig (* 1954), ehemalige Skirennläuferin, Sportlerin des Jahres, Abfahrtsweltcupsiegerin und Olympiazweite
- Astrid Vierthaler (* 1982), ehemalige Skirennläuferin, Juniorenweltmeisterin in der Abfahrt 2001, Österreichische Staatsmeisterin in der Abfahrt 2003

### Personen mit Bezug zur Gemeinde
- Johanna Maier (* 1951), ehemalige Haubenköchin des Hotel Hubertus in Filzmoos. Damals erste und einzige Gault-Millau 4-Hauben Köchin
- Philipp Schörghofer (* 1983), ehemaliger Skirennläufer, in Filzmoos aufgewachsen
- Michaela Kirchgasser (* 1985), ehemalige Skirennläuferin, in Filzmoos aufgewachsen